# Mobilinux
Mobilinux es un sistema operativo para Telefonía móvil basado en Linux y anunciado por MontaVista Software el 25 de abril del 2005.

## Características
Mobilinux se basa en estándares y código abiertos, y fue diseñado teniendo en cuenta la escalabilidad y el uso optimizado de las baterías de los teléfonos móviles. Utiliza el núcleo Linux 2.6. Tiene un arranque rápido de menos de 1 segundo y un event broker. Su interfaz gráfica de usuario (GUI) se basa en KDrive (también conocida como TinyX) y en tecnología de GTK. 